# Slag bij Dyrrhachium (1081)
De Slag bij Dyrrhachium vond plaats op 18 oktober 1081 tussen het Byzantijnse Rijk, geleid door Alexios I Komnenos (regeerde 1081–1118), en de Normandiërs van Zuid-Italië onder Robert Guiscard, hertog van Apulië en Calabrië. De slag werd uitvochten voor de poorten van de stad Dyrrhachium (ook bekend als Durazzo, tegenwoordig Durrës in Albanië), de Byzantijnse hoofdstad van Illyrië, en eindigde in een Normandische overwinning.
Na de verovering van Zuid-Italië door de Normandiërs huwelijkte de Byzantijnse keizer Michaël VII Doukas (1071-1078) zijn zoon uit aan de dochter van Robert Guiscard. Toen Michaël werd afgezet, gebruikte Robert dit als een excuus om het Byzantijnse Rijk binnen te vallen. Zijn leger belegerde Dyrrhachium, maar zijn vloot werd verslagen door de Venetiërs. Op 18 oktober bevochten de Normandiërs een Byzantijns leger onder Alexios I Komnenos buiten Dyrrhachium. Het gevecht begon met de rechtervleugel van de Byzantijnen die de linkervleugel van de Normandiërs vernietigde. Varjagen-huurlingen namen deel aan de achtervolging van de vluchtende Normandiërs, maar werden gescheiden van de hoofdmacht en afgeslacht. Normandische ridders in het midden vielen het Byzantijnse midden aan en verpletterden het, wat ervoor zorgde dat het grootste deel van het Byzantijnse leger verpletterd werd.
Na deze overwinning namen de Normandiërs Dyrrhachium in februari 1082 in en gingen verder landinwaarts om het merendeel van Macedonië en Thessalië te veroveren. Robert werd gedwongen om Griekenland te verlaten omdat zijn bondgenoot, de paus, werd aangevallen door het Heilige Roomse Rijk onder Hendrik IV (1084-1105). Robert gaf zijn zoon Bohemund de leiding over het in Griekenland achterblijvende leger. Bohemund was oorspronkelijk succesvol, omdat hij Alexios in enkele gevechten versloeg, maar werd verslagen door Alexios buiten Larisa. Terwijl hij gedwongen werd om zich terug te trekken naar Italië, verloor Bohemund al het land dat door de Normandiërs in de strijd was veroverd. Het Byzantijnse herstel begon met het Komneense herstel.

## Achtergrondinformatie
De Normandiërs, afkomstig uit Noord-Frankrijk, kwamen in 1015 aan in Zuid-Italië. Ze dienden lokale Lombardijse heren als huurlingen tegen het Byzantijnse Rijk. Omdat ze werden betaald met land, waren ze snel sterk genoeg om het op te nemen tegen het pauselijk gezag; in 1054 versloegen ze de paus bij de Slag bij Civitella waardoor deze werd gedwongen om hun toegang te erkennen. In 1059 maakte de paus Robert Guiscard, van de familie Hauteville, hertog van Apulië, Calabrië en Sicilië. Hoewel het merendeel van Apulië en Calabrië in handen van de Byzantijnen was, was Sicilië in de handen van de Saracenen.
Tegen 1071 had Robert, samen met zijn broer Roger, het laatste bolwerk in Italië overgenomen: Bari. Het volgende jaar veroverden ze heel Sicilië, wat een einde maakte aan het islamitische emiraat Sicilië. In 1073 zond Michaël VII Doukas een gezant naar Robert om de hand van zijn zoon Constantijn aan Roberts dochter Helena te geven. Guiscard aanvaardde het aanbod en zond zijn dochter naar Constantinopel. Michaël werd in 1078 ten val gebracht door Nikephoros III Botaneiates, een gebeurtenis die elke kans die Helena op de troon had vernietigde. Hoewel zijn interventie vertraagd werd door een opstand in Italië, gaf dit Robert een excuus om het rijk binnen te vallen, zeggende dat zijn dochter is mishandeld.
Robert riep alle mannen van weerbare leeftijd op tot dienstplicht in het leger. Tezelfdertijd zond hij een ambassadeur naar het Byzantijnse hof om een goede behandeling van Helena af te dwingen. Toen de ambassadeur terugkeerde naar Italië, hoorde hij van Alexios' succesvolle staatsgreep tegen Botaneiates. Hij drong bij Robert aan om vrede met Alexios te sluiten, zeggende dat Alexios niets anders dan vriendschap met de Normandiërs wilde. Robert echter zond zijn zoon Bohemund met een troepenmacht vooruit naar Griekenland. Bohemund landde te Aulon (nu: Vlorë), waarna Robert snel volgde.